# Gulgastruroidea
Gulgastruroidea is een superfamilie van springstaarten en telt 1 beschreven soort.

## Taxonomie
- Familie Gulgastruridae - Lee B-H & Thibaud J-M, 1998:453